# Megachile gambiensis
Megachile gambiensis är en biart som beskrevs av Cockerell 1937. Megachile gambiensis ingår i släktet tapetserarbin, och familjen buksamlarbin. Inga underarter finns listade i Catalogue of Life.